# مقتل عودة الهذالين

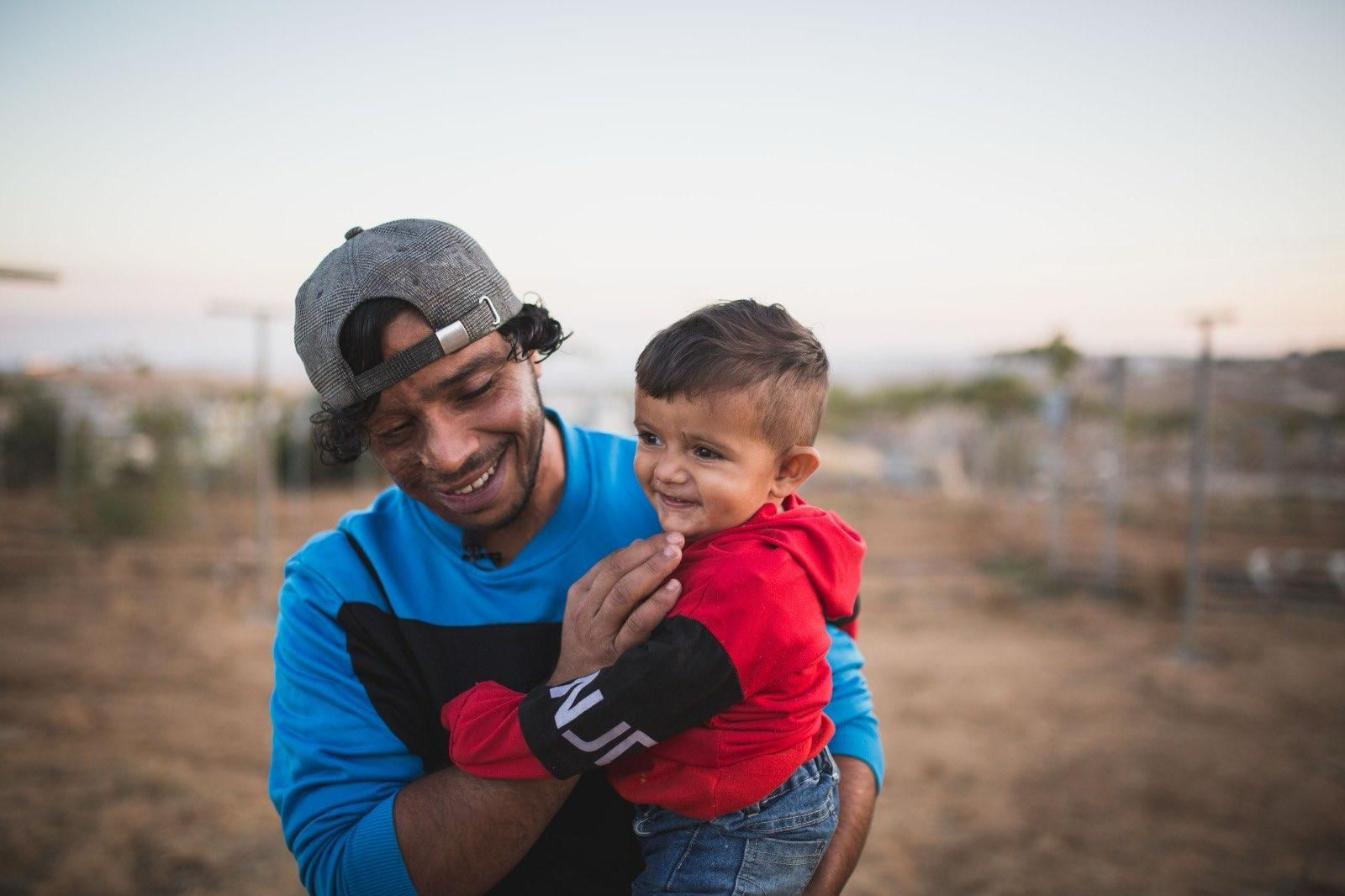
عودة الهذالين مع ابنه وطن عام 2024

عودة الهذالين (1994 في أم الخير، مسافر يطا – 28 يوليو 2025 في أم الخير، مسافر يطا) هو معلم فلسطيني وناشط في مجال حقوق الإنسان. درّس اللغة الإنجليزية في مدرسة الصرايعة الثانوية، وكرّس أكثر من عقد من الزمن لمناهضة الاستيطان والدفاع عن حقوق قريته، حيث لم تقتصر نشاطاته على الصفوف الدراسية، بل امتدت إلى التوثيق الميداني والوقفات الاحتجاجية والعمل المجتمعي.
متزوج وأب لثلاثة أطفال، أكبرهم لم يتجاوز السادسة. كان يرى التعليم والكرامة وجهين لمعركة واحدة، الصمود على أرضه، وفعل المقاومة اليومية الذي فرضته الظروف عليه مثل كثير من أبناء المسافر. كما شارك في إنتاج الفيلم الفائز بجائزة الأوسكار «لا أرض أخرى»، الذي يوثق معاناة الفلسطينيين تحت الاحتلال.

## الحادث
في صباح يوم 28 يوليو 2025، حاول عودة الهذالين التصدي لجرافة مستعمرين كانت تحاول اقتحام أراضي القرية لتوسيع مستوطنة "كرميئيل"، وخلال المواجهة السلمية، أطلق مستوطن رصاصة قتلت الهذالين، رغم أنه لم يكن يحمل سلاحًا، وكان يقف بعيدًا عن الاشتباك، مسلحًا فقط بصوته وجسده وروحه الصامدة.
أظهر مقطع فيديو لحظة مقتل الهذالين، حيث تم توثيق المستعمر ينون ليفي وهو يلوّح بمسدس ويطلق رصاصتين، فيما كان الهذالين نفسه قد التقط الفيديو قبل أسبوعين لتوثيق اشتباك المستوطن مع مجموعة من الفلسطينيين العزل. وأكد شهود أن إحدى الرصاصتين أصابته مباشرة في صدره، ما أدى إلى وفاته. وفق وزارة الصحة، توفي الهذالين متأثرًا بالرصاصة في قرية أم الخير شرق يطا.

## ما بعد الحادث
سجلت الاعتداءات السابقة على أهالي مسافر يطا سجلاً طويلًا من العنف والمضايقات، لكن استشهاد عودة أعاد تسليط الضوء على سياسات التهجير المستمرة. أشار شقيقه خليل الهذالين، رئيس المجلس القروي، إلى أن "أخي استُشهد وهو يدافع عن آخر بقعة نملكها بالكلمة والموقف، ولم يحمل سلاحًا سوى ضميره".

## ردود الفعل

### محليًا
نعت مديرية التربية والتعليم في يطا المعلم الشهيد، ووصفت إخلاصه في التعليم والدفاع عن الأرض بأنه نموذج يُحتذى به في الوطنية والالتزام الأخلاقي. كما أكدت الأوساط المحلية على أن الحادثة ليست فردية بل جزء من سياسة منهجية لتهجير السكان.

### دوليًا
أصدرت الأونروا تحذيرات رسمية من تدهور الوضع الإنساني في أم الخير، مؤكدة أن المستوطنين يواصلون اعتداءاتهم اليومية، ما يرقى إلى تهجير قسري وجريمة حرب وفق القانون الدولي. كما حثت على محاسبة الاحتلال ووقف الهجمات على الأهالي.

## حياة الفلسطينيين مهمة
أعاد استشهاد عودة الهذالين التأكيد على صمود أهالي مسافر يطا في مواجهة الاعتداءات، وسلط الضوء على التحديات اليومية التي يواجهها السكان تحت الاحتلال، حيث تتقاطع آلة الهدم والمستوطنون المسلحون ومشاريع الطرد في منظومة استعمارية متكاملة.

## تبرئة المتهم
في مطلع الشهر التالي، قضت محكمة إسرائيلية بالإفراج عن المستوطن المتهم بقتل الهذالين، وأوضحت القاضية أن الشبهة ضده ضعفت، وأن الادعاءات بالدفاع عن النفس مدعومة بالأدلة، بينما لم يُعثر على الرصاصة التي تسببت بالوفاة، مع استمرار الحاجة لمزيد من التحقيقات لتحديد مدى قانونية إطلاق النار.